# فوكما (كوستروما)
فوكما (بالروسية: Вохма) هي مدينة في مقاطعة كوستروما أوبلاست في روسيا.

## السكان
4،386 (تعداد 2010)،
4،785 (تعداد 2002)،
4،953 (تعداد 1989).